# Яблочное зёрнышко
Appleseed (яп. アップルシード, Аппуру си:до) — научно-фантастическая манга Масамунэ Сиро, подобно другим его работам соединившая элементы киберпанка и ме́ха с большим вкладом политики, философии и социологии. На конец 2005 года было издано четыре тома манги, с 1985 по 1989 годы. Также было создано несколько телевизионных и киноэкранизаций и компьютерных игр. В России аниме транслировалось по 2x2.
Осенью 2007 года был выпущен сиквел полнометражного аниме (Appleseed Ex Machina). Затем в 2011 году вышел мини-сериал Appleseed XIII, а в 2014-м — приквел полнометражного аниме Appleseed Alpha.

## Сюжет
Основной сюжет развивается вокруг вынужденных постоянно проходить процедуры для поддержания жизни идеальных искусственных людей-биороидов и их взаимоотношений с несовершенными создателями. Государством управляет суперкомпьютер Гайя (Гея), однако в общей политике участвуют несколько сторон, желающих по-разному решить положение и судьбу того или иного вида граждан. К прибытию главной героини, являющейся ключом к решению проблемы, начинается вооружённое противостояние военизированных структур обычных и искусственных людей. Оказавшись в хорошо защищенном от внешней опасности государстве «без войн и насилия», главная героиня также встречает своего возлюбленного и командира, который после ранений стал киборгом…
Главная героиня Дюна Ньют, (англ. Deunan Knute) — молодая высокопрофессиональная девушка-солдат, являющейся одной из выживших в ходе последней Мировой войны. Во время битвы её спасает Хитоми, биороид второго поколения. Посчитав, что её захватили враги, Дюна попыталась сбежать из больницы и захватывает Хитоми в заложники, но её останавливает Бриарей, её давний возлюбленный, который теперь является киборгом (в броне Гекатонхейр, также это прозвище самого киборга). Она узнает, что война закончилась и теперь она находится в утопическом городе, называемом «Олимп». Его население состоит из людей и генетически модифицированных клонов, называемых биороидами. Олимп управляется тремя структурами: премьер-министром Афиной Арейос; генералом Эдвардом Ураном III, командующим регулярной армии Олимпа; Советом Старейшин. Очутившись в здании «Тартар», где располагается «Гайа», для встречи с Премьер-министром и Старейшинами, Дюна принимает предложение и присоединяется к подразделению ESWAT — биороидному аналогу полиции специального назначения, в котором служит также и Бриарей.
Биороиды были созданы из ДНК отца Дюны Карла, что дает повод считать биороидов второго поколения своеобразными братьями и сестрами. Они имеют намного более короткую продолжительность жизни, чем люди из-за генетического подавления репродуктивных возможностей. Жизнь биороидов внезапно оказывается в опасности после теракта — взрыва их Репродуктивного Центра. В ходе преследования террористов Дюна и Бриарей слышат загадочную фразу о том, что «тайна яблочного зерна не должна быть открыта».

### Сюжет аниме 1988 года
Аниме посвящено борьбе с террористической организацией, выступающей за «освобождение людей от биороидов».

### Сюжет аниме 2004 года
2131 год. Неядерная война, почти уничтожившая человечество, закончена. Победивших нет. Солдат спецназа Дюна Ньют выжила и при неясных обстоятельствах попадает в город Олимп, ставший центром Земли. Её бывший возлюбленный Бриарей, приведший Дюну в Олимп, потерял тело в сражениях за Северную Африку и стал киборгом. Половина населения Олимпа — клоны специально отобранных человеческих особей, кибернетически модифицированных и улучшенных, — биороиды. Их природа такова, что исключает социальные конфликты и нестабильность. Город и его население контролируется правящей верхушкой и Гейа — кибернетическим мозгом. Кто такие биороиды, неужели Олимп — та самая утопия, о которой мечтало раздираемое конфликтами человечество? Или же именно в Гейа нужно искать причины коллапса человечества?..

### Сюжет аниме 2007 года
В 2133 году, после глобальной войны в которой погибло более половины населения земли, город Олимп стал маяком надежды в мире разрушений и страданий. Олимп — утопия, которой управляет суперкомпьютер Гайа, а важные политические посты занимают искусственно спроектированные люди-биороиды — которым неведомы эмоции злости или ненависти. Дюна Ньют — молодая, но профессиональная военная, и Бриарей — элитный солдат с телом киборга — напарники и возлюбленные, вместе охраняют покой идеального общества будущего. Старых друзей подвергают нешуточному испытанию, когда напарником Дюны назначают Терея — экспериментального биороида-воина, созданного на основе ДНК Бриарея и как две капли воды похожего на его настоящее тело.

### Сюжет аниме 2011 года
Новый пересказ манги Сиро Масамуне (Masamune Shirow). Вскоре после разрушения в результате мировых войн без участия ядерного оружия, город Олимп стал контрольным центром мира. С помощью биороидов, входящих в специальные вооружённые силы, город был защищён от террористов. Среди них бывший член LAPD SWAT Дюна Ньют и её универсальный партнёр-киборг Бриариус. Они встают перед выбором — Фронт Освобождения Человечества или противостоящие ему террористы? Лидером террористической группы является Алкид, считавшийся погибшим 20 лет назад во время атаки на Посейдон, но теперь его тень появляется вновь.
Как и сериал, так и оба фильма делятся на эпизоды соответствующие 12 подвигам Геракла. Помимо разного порядка эпизодов сериал отличается от фильма, тем что в сериале показана ежедневная полицейская работа — будни E.S.W.A.T., сокращённая в фильме.
- эпизод: Авгиевы конюшни (1 в фильме; 2 в сериале) — спасение заложников захваченного самолёта, после спасения самолёта выясняется, что три тысячи заложников — являются перевозимыми зародышами биороидов.
- эпизод: Немейский лев (2 в фильме; 1 в сериале) — Хитоми знакомит Дюну и Бриарея с Дейей. А также операция по аресту VIP с Посейдона.
- эпизод: Керинейская лань (3 в фильме; 3 в сериале) — расследование самоубийств биороидов
- эпизод: Эриманфский вепрь (4 в фильме; 3 в сериале) — попытка проникновения Дюны на базу Аргонавтов
- эпизод: Стимфалийские птицы (5 в фильме; 7 в сериале) — ранее (2 в фильме, 6 в сериале) Афина упоминает «бронзовую птицу» и стимфалийцев

### Сюжет аниме 2014 года
Молодой солдат Дюна и киборг Бриарей, пережив третью мировую войну, путешествуют по апокалиптическому Нью-Йорку, в поисках легендарного города Олимпа, будущего оплота человечества. Действие посвящено боевой биографии Дюны и Бриарея до попадания в Олимп.

## Персонажи
Дюна Ньют — главная героиня, дочь военного Карла Ньюта и исследовательницы, доктора Ньют, красивая девушка и опасный противник в бою. Провела почти всю жизнь в военное время, сражаясь с неизвестным врагом, пока не была захвачена в плен для отправки в Олимп отрядом E.S.W.A.T., который возглавляют биороид Хитоми и возлюбленный Дюны — Бриарей (Бриариус).
Сэйю: Ай Кобаяси
Бриарей (Бриариус) Гекатонхейр — возлюбленный Дюны и её напарник в битвах. После двух лет разлуки он был тяжело ранен в Северной Африке. Хитоми и Старцы спасли его, заменив 75 % его биологического тела на кибернетическое. После прибытия Дюны в Олимп, он назначается для её охраны и поиска информации о «Яблочном зёрнышке». На его плече есть цитата: Γοζιτο Ερζο Συμ — [Gozito Erzo Sym], Cogito, ergo sum (лат. — «Мыслю, следовательно, существую»)
Сэйю: Дзюрота Косуги
Хитоми — биороид, работающий в E.S.W.A.T. Её обязанность — собирать вне Олимпа бойцов, способных усилить эту организацию. Не пройдя вовремя процедуру омоложения, начинает стремительно умирать. Для её спасения Дюна отправляется за Яблочным зёрнышком.
Афина — биороид, премьер-министр Олимпа. Также руководит E.S.W.A.T.

### аниме 1988 года
Себастьян (Себастиен) — лидер террористов, является киборгом.
Калан — полицейский, чья жена покончила жизнь самоубийством, назвав город — «зоопарком».

### аниме 2004 года
Уран — генерал, командующий армией Олимпа. Реакционер, ненавидящий биороидов.

### аниме 2007
Терей — экспериментальный биороид-воин, создан на основе ДНК Бриарея и как две капли воды похож на него до превращения в киборга.

### аниме 2011
- Дея (Deya) — учёный занимающаяся биороидами. Родом из Посейдона, но живёт и работает в Олимпе.
- Алкид (Alcides, Ἀλκείδης) — лидер террористов, основавший Аргонавтов. Как рассказали Дюне, во время её пребывания в плену на Аргонавтах, по версии Аргонавтов, когда-то давно, 20 лет назад, Алкид был другом и товарищем по оружию Карла Кнута — отца Дюны, который работал некоторое время по найму на Аргонавтов, а затем их покинул чтобы растить дочь.
- Гилл (Hyllos,Ὕλλος) — нынешний лидер террористов, известен как сын Алкида, (на самом деле, является биороидом, созданным из генов Алкида, а настоящий сын Алкида, погиб, ещё не родившись в чреве матери, во время бомбёжки Аргонавтов Посейдоном, тем не менее называет себя сыном Алкида, и абсолютно уверен, что имеет на это полное право).